# Gefährliches Liebeswerben
Gefährliches Liebeswerben, auch Eine gefährliche Freierei und Gefährliches Stelldichein (norwegisch Et farlig frieri, auch Ei faarleg Friing), ist eine Kurzgeschichte des  norwegischen Nobelpreisträgers für Literatur Bjørnstjerne Bjørnson aus dem Jahr 1860.

## Inhalt
An den norwegischen Fjorden: Im Frühling zieht Aslaug, die Tochter des Bauern Knud Huseby, mit dem Vieh auf die Huseby-Alm. Sobald das schöne Mädchen am Wochenende droben auf der Höhe jodelt, wirkt dieser Sang anziehend auf manchen reichen Hofbesitzerssohn im Tal. Die begüterten Herrschaften scheitern einer nach dem andern an dem Kätnersohn Tore Nässet. Im Zweikampf ist keiner der schlagkräftigen Faust von Aslaugs Liebhaber Tore gewachsen. Aslaugs Vater ist mit dem aus bescheidenen Verhältnissen stammenden Schwiegersohn in spe nicht einverstanden. Darauf Auslaug: „Bekomm ich den Tore nicht, so gibt's für mich keinen frohen Tag mehr auf der Welt.“
Der einzige Pfad auf die Huseby-Alm führt durch den Hof des alten Knud Huseby. Auf dem Wege zu seiner Auslaug wird Tore durch Knud und dessen beiden Söhne aufgehalten und verdroschen, bis Blut fließt. Knud Huseby gibt dem windelweich Geprügelten ein Trostwort mit auf den Heimweg: „Bringst du's fertig, am nächsten Samstag... zu entschlüpfen, so sollst du das Mädchen haben.“
Tore schafft das. Mit dem Boot rudert er am nächsten Samstag auf dem Fjord bis zum Fuß der steil aufragenden Felswand, an deren oberen Ende sich Aslaugs Alm erstreckt. Völlig erschöpft kommt der Kletterer bei seiner Braut an. Bjørnstjerne Bjørnson beschreibt die Ankunft so: „... da ward schon die rote Mütze über dem Felsrand sichtbar, und einen Augenblick später lag Tore an ihrer [Aslaugs] Brust. Dort lag er eine ganze Minute... und was er dann schließlich stammelte, war ohne Sinn und Verstand.“ Auslaugs Vater aber, ein Mann mit Sinn und Verstand, hält Wort.

## Stummfilm
- 1919 verfilmte Rune Carlsten[5] in Schweden die Erzählung mit Lars Hanson als Tore Nässet, Gull Cronvall als Aslaug und Theodor Blick als Knud Huseby.[6][7]

## Deutschsprachige Ausgaben
- Thomas Schäfer (Hrsg.): Björnstjerne Björnson: Ausgewählte Werke. Paul Oestergaard, Berlin 1910. Bd. 1: Dorfgeschichten: Das Mädchen vom Sonnenhof. Arne. Treue. Gefährliches Liebeswerben. Der Bärenjäger. Der Adlerhorst. Eisenbahn und Friedhof. Das Hochzeitslied.
- Eine gefährliche Freierei in: Ulrich Huse (Redakt.), Bernhard Pollmann (Redakt.): Bjørnstjerne Bjørnson: Erzählungen. Zeitgenössische Übersetzungen aus dem Norwegischen. 220 Seiten. Harenberg, Dortmund 1985, ISBN 3-88379-845-2

### Verwendete Ausgabe
- Gefährliches Liebeswerben. In: Björnstjerne Björnson:  Das Hochzeitslied. Erzählungen. Nach der Ausgabe von Wilhelm Schäfer. Hinstorff Verlag, Rostock 1962 (249 Seiten, 1. Aufl.), S. 125–131